# ワルシャワ地下鉄81形電車
81形は、ポーランドの首都・ワルシャワを走るワルシャワ地下鉄で運用されている地下鉄用電車。ソビエト連邦およびロシア連邦の鉄道車両メーカーで製造された車両で、ムィティシ機械製造工場（現：メトロワゴンマッシュ）製の車両は81-717/714形、ワゴンマッシュ製の車両には81-572/573形と言う形式名でも呼ばれている。

## 導入までの経緯
ワルシャワに地下鉄を建設する計画は既に1920年代から立ち上がっており、路線の詳細な経路も検討されていたが、当時の技術不足に加え世界恐慌や第二次世界大戦による被害などの世界的な情勢により中断を余儀なくされた。終戦後もソビエト連邦側の意向により建設が再開されたものの、その後も1960年代の長期中断なども影響し工事は遅々として進まなかった。だが1982年、当時のポーランドで拡大していた反ソ連感情を抑えるという政治的な意図もありソビエト連邦は車両供給を含む建設の支援を発表し、同年12月23日にポーランド人民共和国国家評議会はワルシャワ地下鉄の建設の決議を下した。しかしそれ以降のポーランドの経済危機により工事は更に遅れ、最終的に地下鉄が開業したのは1995年4月7日となった。
このワルシャワ地下鉄の開業時から活躍を続けているのが、81形と呼ばれる車両である。

## 81-717.3/714.3形

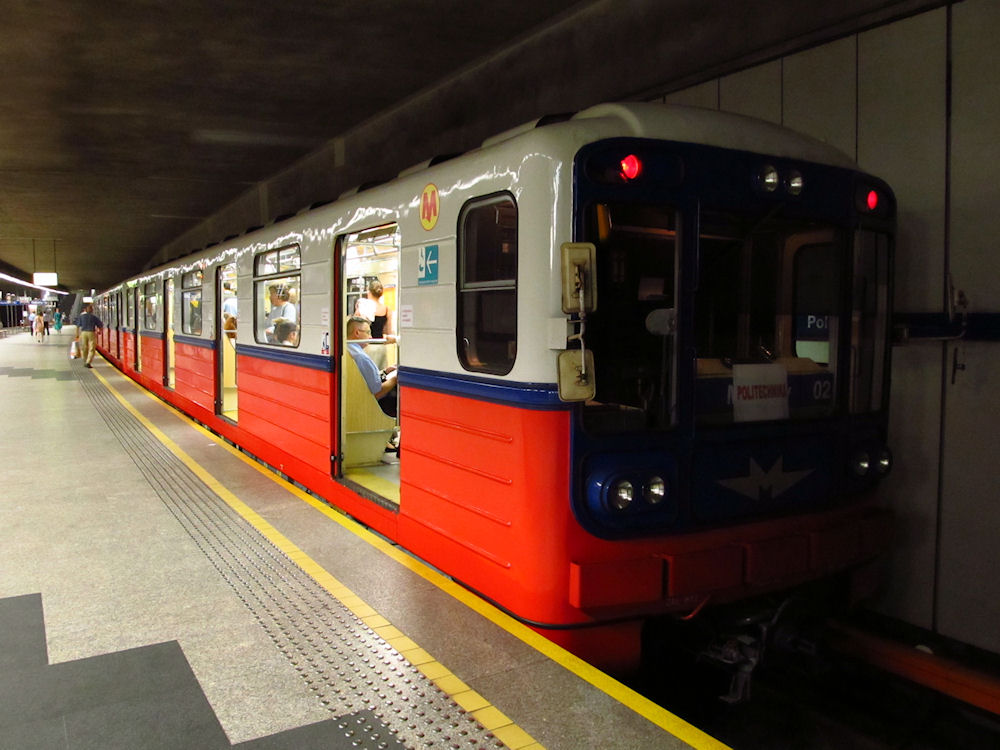
81-717.3/714.3形

開業に先立ち、ムィティシのムィティシ機械製造工場（現：メトロワゴンマッシュ）によって製造された車両。ソ連各地の地下鉄に導入された81-717/714形を基にしており、台車はワルシャワ地下鉄が採用した標準軌（1,435 mm）に対応している。編成は先頭車の81-717.3形、中間車の81-714.3形で構成される。
1982年の契約時には90両を導入する予定だったが、ポーランド側の財政難もあり最終的に10両（5両編成2本）が導入された。1989年に製造され、翌1990年にワルシャワに到着したものの、工事の遅れにより運行開始は1995年となった。

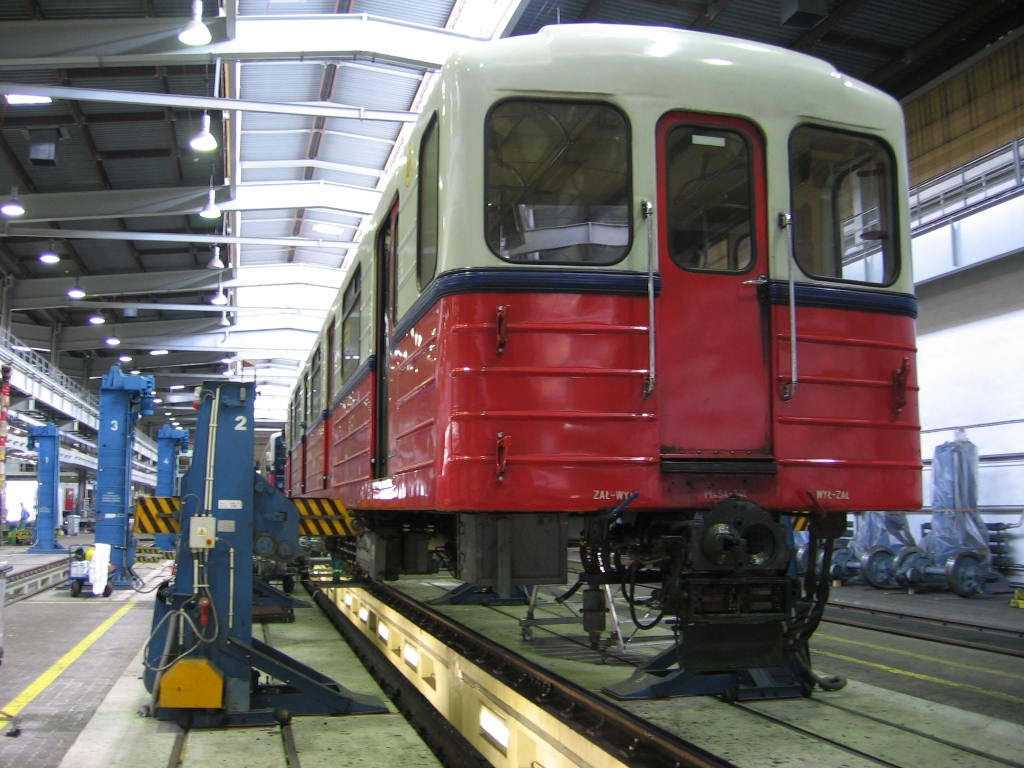
連結面
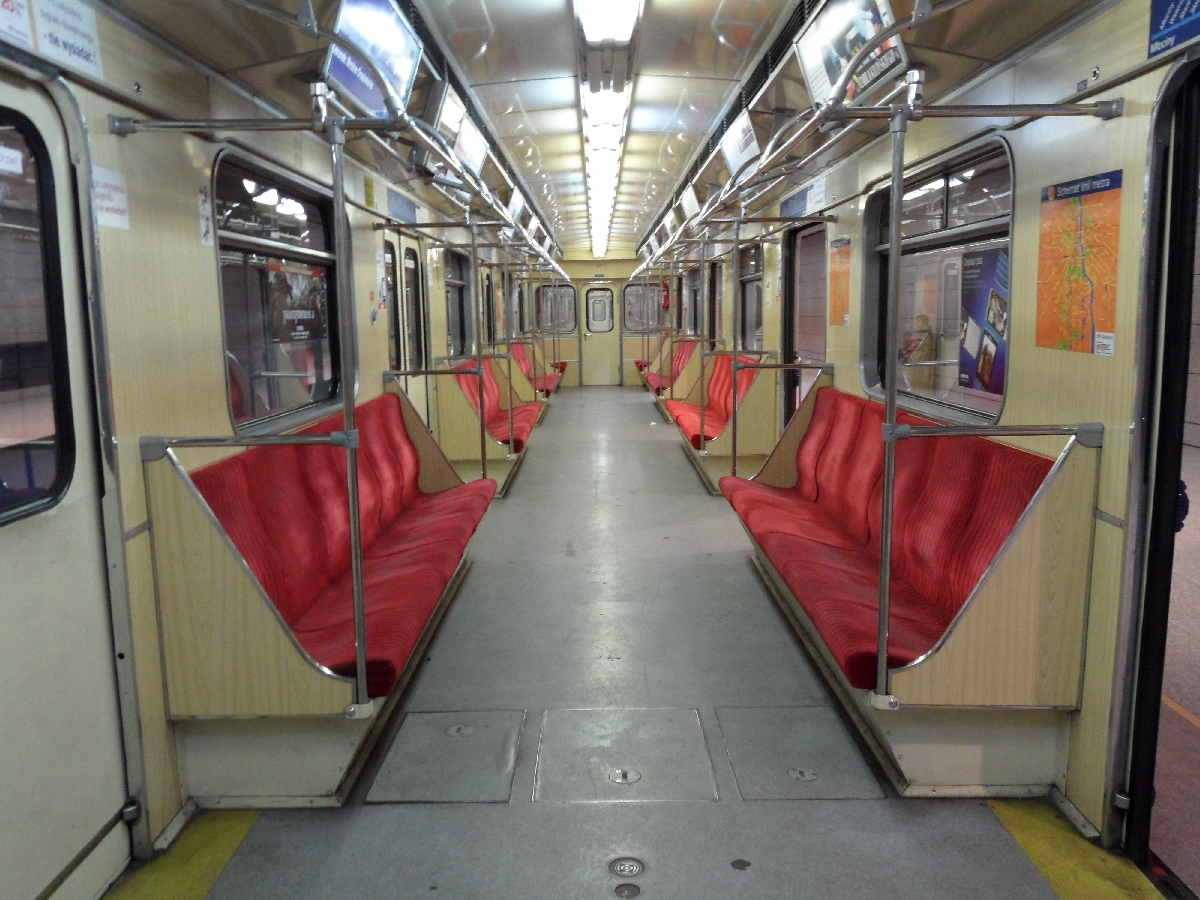
車内

## 81-572/573形、81-572.1/573.1形

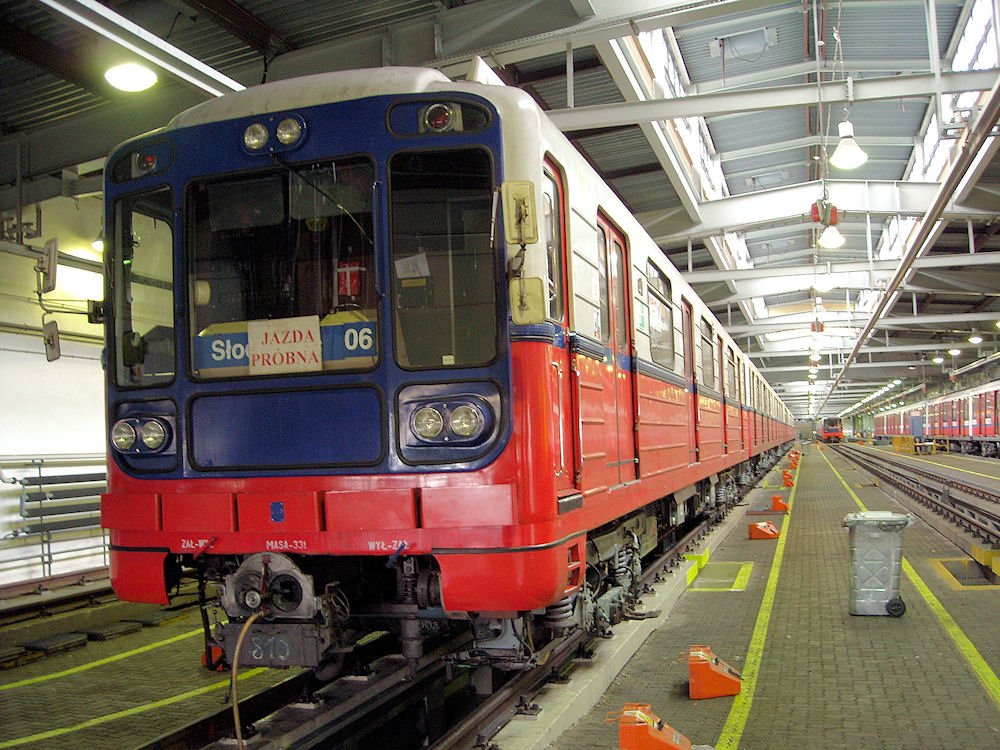
81-572/573形

上記の81-717/714形だけでは開業時に必要な車両数に到底足りなかったため導入された形式。西側諸国の鉄道車両メーカーと比較し非常に安価な車両価格を提示したサンクトペテルブルクのワゴンマッシュに発注された。外見は81-717/714形と同型だが耐火性が向上した他、運転室には換気扇による強制換気が行われている。編成は先頭車の81-572形、中間車の81-573形で構成される。
1994年に最初の32両が導入され、81-717.3/714.3形と共に3両編成（14本）を組み、1995年の開業に備えた。また同年にも18両の追加発注（81-572.1/573.1形）が行われ、ツェントラム駅への路線長が行われた1998年から編成の拡張（3両→4両編成）および編成数の増加（15本）が実施された。更に2005年には編成を6両編成に延長するための中間車30両の発注が行われている。
なお、81-717.3/714.3形および開業時から1998年まで導入された車両については2005年から2007年にかけてポーランドの鉄道車両メーカーであるペーサによって更新工事が行われ、ガラスや床、手すりが交換された他、運転室内部の騒音抑制が図られている。

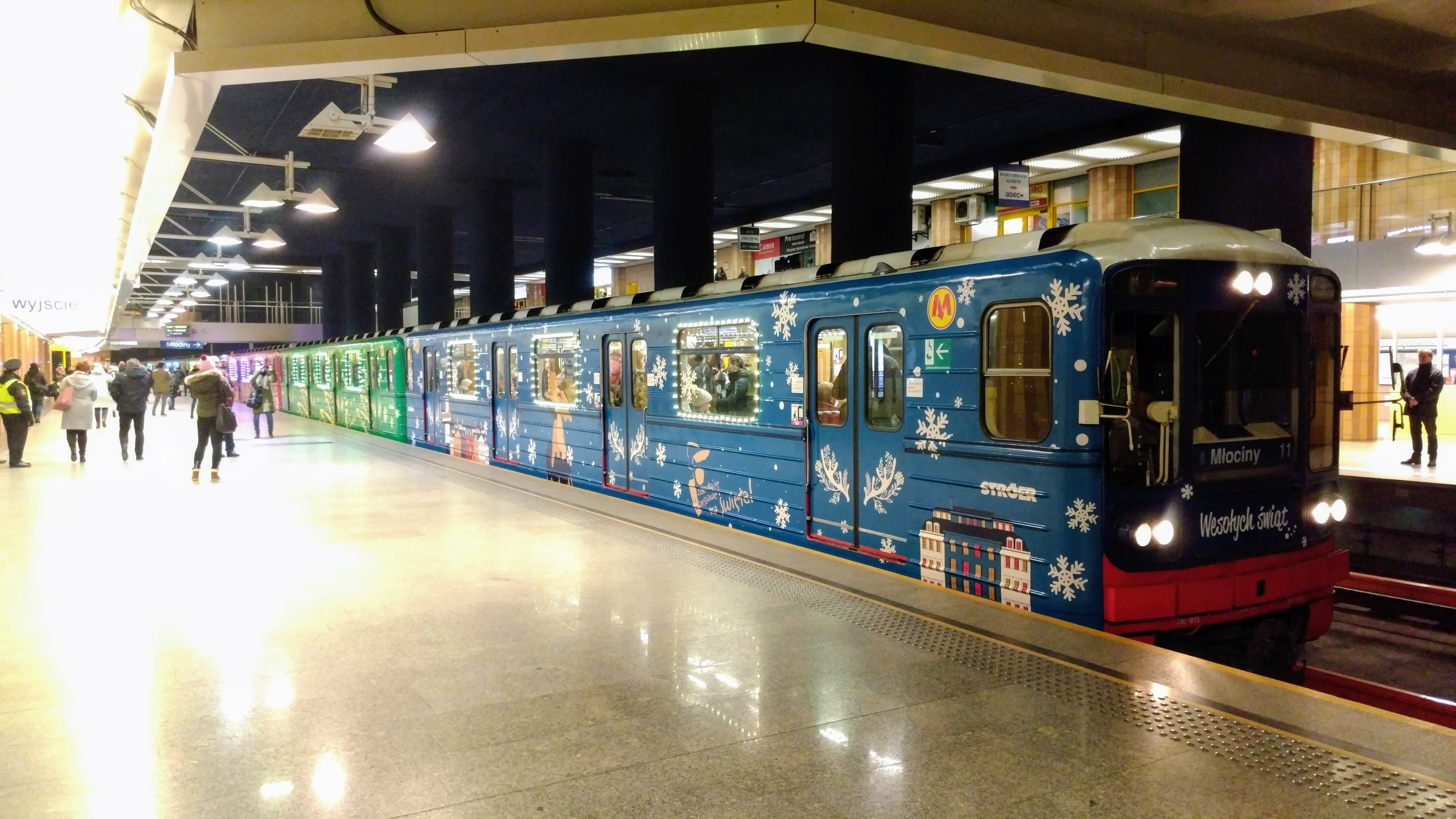
特別塗装（"Świąteczny"）を纏った編成

## 81-752.2/573.2形

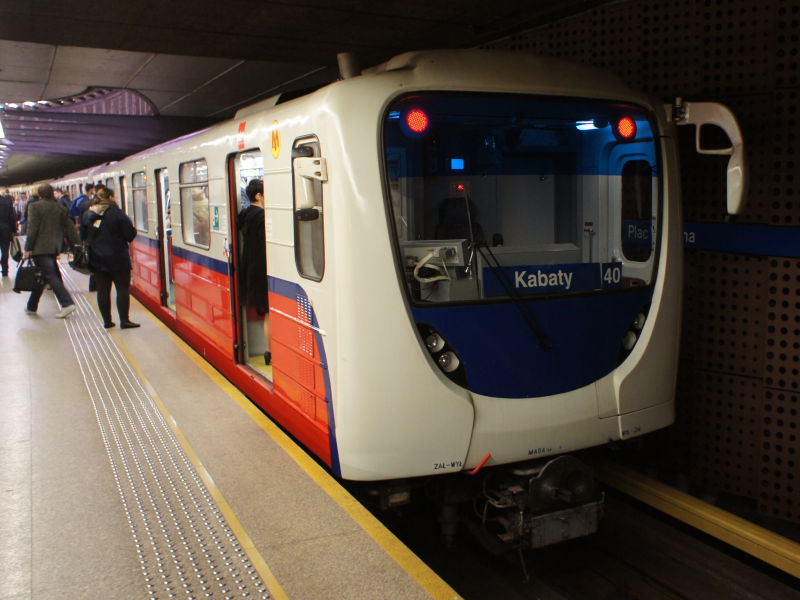
81-572.2/573.2形

1998年に発注し、2000年から2005年にかけて導入された編成はフランス・アルストムが手掛ける地下鉄用電車のメトロポリスを採用していたが、2006年以降の編成増備は再度ワゴンマッシュ製の車両で行われる事となった。これらの車両は従来の車両から全面形状が大きく変更され、サンクトペテルブルク地下鉄などに導入されている81-540.2/541.2形と同型のデザインとなっている。追加発注も含め、2009年までに6両編成7本が導入されている。
この車両をもって81形の導入は終了し、その後の車両増備はシーメンスとネヴァグが手掛ける地下鉄用電車のInspiroによって行われている。

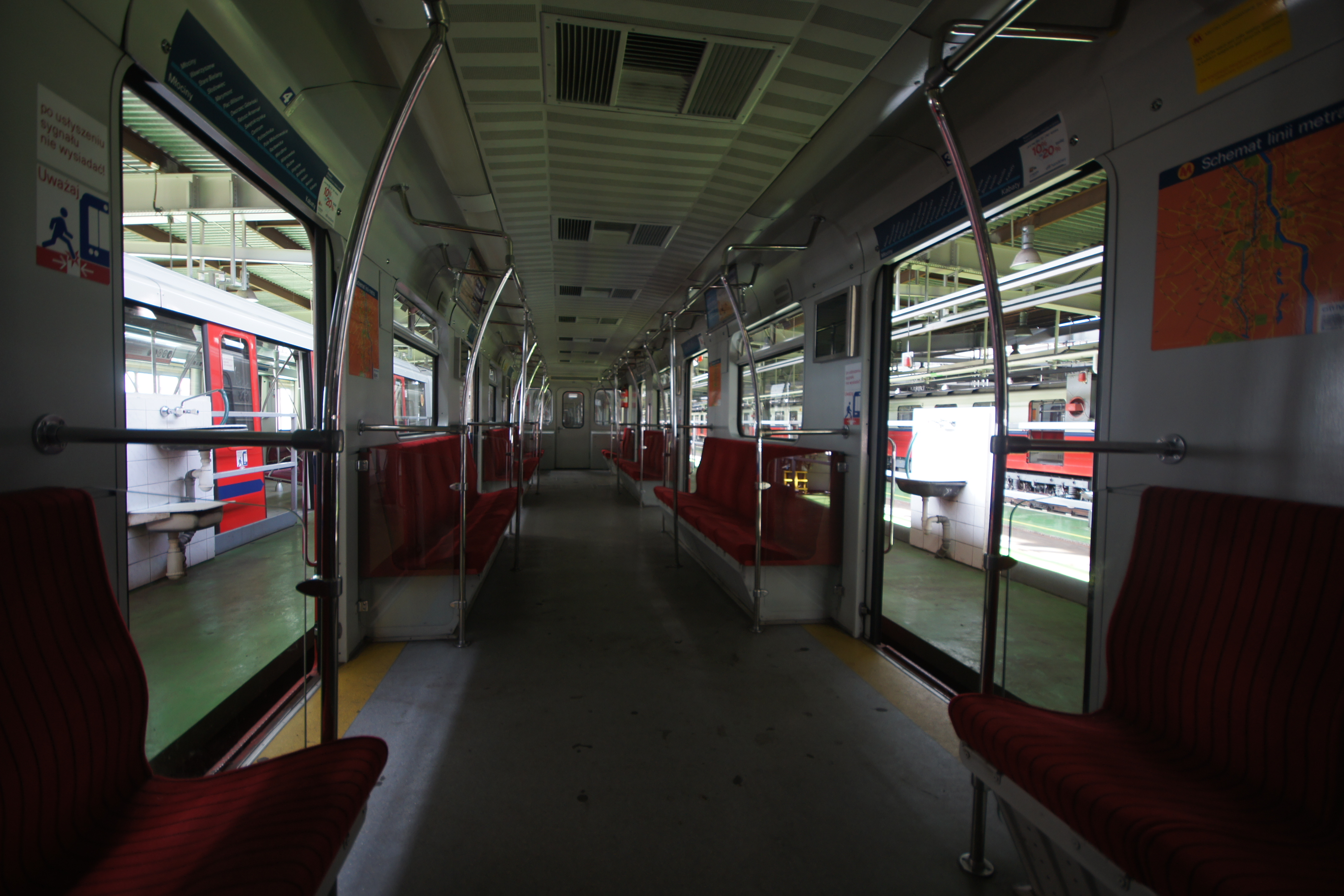
車内